# Louise de Merode-Westerloo
Louise Caroline Ghislaine de Merode-Westerloo (née le 22 mai 1819 et morte le 1er mars 1868) de la noblesse de Belgique, est la fille du comte Werner de Merode et de Victoire, comtesse de Spangen d'Uyternesse de la noblesse hollandaise.

## Biographie
Louise de Mérode épouse en l'église des Minimes à Bruxelles, le 27 septembre 1846 le prince della Cisterna et comte dal Pozzo Carlo Emmanuele dal Pozzo, homme politique du royaume de Sardaigne qui vit en exil entre Belgique et France après la révolution du 1821. Le même jour, sa sœur Antoinette de Mérode épouse le prince Charles III de Monaco 

## Descendance
Le couple a deux filles :
- Maria Vittoria dal Pozzo, née à Paris en 1847, qui épouse le prince Amédée de Savoie, duc d'Aoste, fils de Victor-Emmanuel II de Savoie roi d'Italie (1820-1878) et d'Adélaïde de Habsbourg-Lorraine, reine de Sardaigne (1822-1855), qui devient roi d'Espagne en 1870, sous le nom d'Amédée Ier d'Espagne. Après la mort de Charles-Emmanuel dal Pozzo, Maria Vittoria hérite des titres de son père, qui passent à la maison de Savoie [4]
- Beatrice Giuseppa Antonia Luisa dal Pozzo (1851-1864).

## Archives
- Turin, palazzo Cisterna [5]